# Hawk Point
Hawk Point är en ort i Lincoln County i Missouri. Vid 2020 års folkräkning hade Hawk Point 676 invånare.